# Дисеребролютеций
Дисеребролютеций — бинарное неорганическое соединение, интерметаллид
лютеция и серебра
с формулой Ag2Lu,
кристаллы.

## Получение
- Сплавление стехиометрических количеств чистых веществ:

{\displaystyle {\mathsf {Lu+2Ag\ {\xrightarrow {T}}\ Ag_{2}Lu}}}

## Физические свойства
Дисеребролютеций образует кристаллы
тетрагональной сингонии, пространственная группа I 4/mmm, параметры ячейки a = 0,3633 нм, c = 0,9099 нм, Z = 2,
структура типа дисилицида молибдена MoSi2
.